# Им было восемнадцать
«Им было восемнадцать» — советский чёрно-белый художественный фильм 1965 года, снятый на киностудии «Таллинфильм» режиссёром Кальё Кийском.
Премьера фильма состоялась 19 июля 1965 года.

## Сюжет
1940 год. Первое лето после присоединения к СССР эстонского острова Сааремаа. Ученики выпускного класса гимназии провинциального эстонского городка, вступающие в жизнь, должны принять важное решение: должны ли они поддерживать советский режим или присоединиться к сопротивлению? После установления Советской власти, одноклассники впервые разделяются: члены комсомольской ячейки объявляются предателями. Гимназисты пока не знают, что очень скоро Германия оккупирует Эстонию, и они окажутся по разные стороны баррикад…

## В ролях
- Эвальд Хермакюла — Эльмар Уудам (озвучание — Николай Погодин)
- Маре Хелластэ — Вирве Тээнус, внучка Тээнуса (озвучание — Роза Макагонова)
- Пеэтер Кард — Рикс Парка (озвучание — Владимир Ферапонтов)
- Тыну Аав — Ээрик (озвучание — Валентин Грачёв)
- Эйнари Коппель — Феликс (озвучание — Станислав Чекан)
- Хуго Лаур — Тээнус, учитель музыки и смотритель церкви (озвучание — Алексей Алексеев)
- Оскар Лийганд — Ринк
- Хейно Мандри — Тросси (озвучание — Аркадий Толбузин)
- Юри Мюйр — Кюльванд, лейтенант (озвучил Олег Голубицкий)
- Антс Эскола — Линнус, школьный инспектор (озвучание — Олег Мокшанцев)
- Олев Эскола — Виккель, пастор
- Рейн Коппельман — Харри (озвучание — Владимир Гуляев)
- Аксель Орав — учитель
- Тийна Идэон — эпизод (озвучание — Нина Головина)
- Каарел Карм — Уудам, школьный сторож (озвучание — Константин Тыртов)
- Франц Малмстен — Парка (озвучание — Яков Беленький)
- Андрес Сярев — эпизод
- Рудольф Нууде — полицейский
- Феликс Карк — Арно
- Алекс Сатс — офицер полиции